# Amphisbaena arenaria
Amphisbaena arenaria är en ödleart som beskrevs av  Paulo Emilio Vanzolini 1991. Amphisbaena arenaria ingår i släktet Amphisbaena och familjen Amphisbaenidae. Inga underarter finns listade i Catalogue of Life.